# Rolaniconus lecourtorum
Rolaniconus lecourtorum is een slakkensoort uit de familie van de Conidae. De wetenschappelijke naam van de soort is voor het eerst geldig gepubliceerd in 2011 door Lorenz.